# Doriopus bilobus
Doriopus bilobus är en insektsart som beskrevs av Brimblecombe 1959. Doriopus bilobus ingår i släktet Doriopus och familjen pansarsköldlöss. Inga underarter finns listade i Catalogue of Life.